# Miloslav Kopeček
Miloslav Kopeček (* 7. srpna 1963) je bývalý český fotbalista.

## Fotbalová kariéra
V československé lize hrál za Spartak Hradec Králové. V československé lize nastoupil ve 49 utkáních a dal 4 góly.

## Ligová bilance
| Ročník                                   | Zápasy | Góly | Klub                   |
| ---------------------------------------- | ------ | ---- | ---------------------- |
| 1. československá fotbalová liga 1988/89 | 20     | 1    | Spartak Hradec Králové |
| 1. československá fotbalová liga 1990/91 | 25     | 3    | Spartak Hradec Králové |
| 1. československá fotbalová liga 1991/92 | 4      | 0    | Spartak Hradec Králové |
| CELKEM                                   | 49     | 4    |                        |